# Bensley
Bensley és una concentració de població designada pel cens dels Estats Units a l'estat de Virgínia. Segons el cens del 2000 tenia 5.435 habitants.

## Demografia
Segons el cens del 2000, Bensley tenia 5.435 habitants, 2.252 habitatges, i 1.407 famílies. La densitat de població era de 726,1 habitants per km².
Dels 2.252 habitatges en un 32,3% hi vivien nens de menys de 18 anys, en un 37,3% hi vivien parelles casades, en un 18,3% dones solteres, i en un 37,5% no eren unitats familiars. En el 30,1% dels habitatges hi vivien persones soles el 6,9% de les quals corresponia a persones de 65 anys o més que vivien soles. El nombre mitjà de persones vivint en cada habitatge era de 2,41 i el nombre mitjà de persones que vivien en cada família era de 2,97.
Per edats la població es repartia de la següent manera: un 25,5% tenia menys de 18 anys, un 11% entre 18 i 24, un 32,5% entre 25 i 44, un 21,8% de 45 a 60 i un 9,2% 65 anys o més.
L'edat mediana era de 33 anys. Per cada 100 dones de 18 o més anys hi havia 97,8 homes.
La renda mediana per habitatge era de 30.523 $ i la renda mediana per família de 35.344 $. Els homes tenien una renda mediana de 28.333 $ mentre que les dones 21.968 $. La renda per capita de la població era de 14.896 $. Entorn del 13,6% de les famílies i el 14,6% de la població estaven per davall del llindar de pobresa.

## Poblacions més properes
El següent diagrama mostra les poblacions més properes.